# Herbert Hall Turner
Herbert Hall Turner (Leeds, 13 agosto 1861 – Stoccolma, 20 agosto 1930) è stato un astronomo e sismologo britannico.
A lui è attribuita la scoperta dei terremoti di grande profondità. In campo astronomico è considerato l'ideatore del termine parsec.

## Riconoscimenti
- Bruce Medal (1927)

- Gli è stato dedicato un asteroide, 1186 Turnera.
- La UAI gli ha intitolato il cratere lunare Turner[1].